# Îlet Poirier
L'Îlet Poirier ou îlet à Toiroux est une petite île inhabitée de la presqu'île de Sainte-Anne en Martinique. Il appartient administrativement  à Sainte-Anne.
Il fait partie de la réserve naturelle nationale des îlets de Sainte-Anne.
C'est un îlet protégé en raison de la présence d'oiseaux limicoles tels les aigrettes qui viennent y nicher.